# Federazione di baseball delle Isole Salomone
La Federazione salomonese di baseball (eng. Solomon Islands Baseball Federation, SIBF) è un'organizzazione fondata per governare la pratica del baseball e del softball nelle Isole Salomone.
Organizza il campionato maschile e di softball femminile, e pone sotto la propria egida la nazionale maschile e di softball femminile.